# SN 2008in
SN 2008in — сверхновая звезда II типа, вспыхнувшая 26 декабря 2008 года в галактике M61, которая находится в созвездии Девы.

## Характеристики
Сверхновая была зарегистрирована японским астрономом-любителем Коити Итагаки (англ. Koichi Itagaki) Взрыв представлял собой классический момент, когда внутри массивной звезды скопилось большое количество тяжёлых элементов, что привело к катастрофическому сжатию ядра и выбросу оболочки во внешнее пространство.
Событие произошло на периферии родительской галактики, в одном из её рукавов. Местоположение — 102" к востоку и 22" к северу от центра M61. Расстояние до неё составляет приблизительно 52 млн св. лет. Интересно, что это уже вторая сверхновая после SN 2006ov, открытая Коити Итагаки в этой галактике.